# Grand Prix Evropy 2010
Grand Prix Evropy 2010 (LIV Telefónica Grand Prix of Europe) devátý závod 61. ročníku mistrovství světa jezdců Formule 1 a 52. ročníku poháru konstruktérů, historicky již 829. grand prix, se uskutečnila na okruhu ve Valencii.

## Výsledky

### Kvalifikace
| Pořadí | Číslo | Jezdec             | Tým                  | 1. část  | 2. část  | 3. část  | Start |
| ------ | ----- | ------------------ | -------------------- | -------- | -------- | -------- | ----- |
| 1      | 5     | Sebastian Vettel   | Red Bull–Renault     | 1:38.324 | 1:38.015 | 1:37.587 | 1     |
| 2      | 6     | Mark Webber        | Red Bull–Renault     | 1:38.549 | 1:38.041 | 1:37.662 | 2     |
| 3      | 2     | Lewis Hamilton     | McLaren–Mercedes     | 1:38.697 | 1:38.158 | 1:37.969 | 3     |
| 4      | 8     | Fernando Alonso    | Ferrari              | 1:38.472 | 1:38.179 | 1:38.075 | 4     |
| 5      | 7     | Felipe Massa       | Ferrari              | 1:38.657 | 1:38.046 | 1:38.127 | 5     |
| 6      | 11    | Robert Kubica      | Renault              | 1:38.132 | 1:38.062 | 1:38.137 | 6     |
| 7      | 1     | Jenson Button      | McLaren–Mercedes     | 1:38.360 | 1:38.399 | 1:38.210 | 7     |
| 8      | 10    | Nico Hülkenberg    | Williams–Cosworth    | 1:38.843 | 1:38.523 | 1:38.428 | 8     |
| 9      | 9     | Rubens Barrichello | Williams–Cosworth    | 1:38.449 | 1:38.326 | 1:38.428 | 9     |
| 10     | 12    | Vitalij Petrov     | Renault              | 1:39.004 | 1:38.552 | 1:38.523 | 10    |
| 11     | 16    | Sébastien Buemi    | Toro Rosso–Ferrari   | 1:39.096 | 1:38.586 |          | 11    |
| 12     | 4     | Nico Rosberg       | Mercedes             | 1:38.752 | 1:38.627 |          | 12    |
| 13     | 14    | Adrian Sutil       | Force India–Mercedes | 1:39.021 | 1:38.851 |          | 13    |
| 14     | 15    | Vitantonio Liuzzi  | Force India–Mercedes | 1:38.969 | 1:38.884 |          | 14    |
| 15     | 3     | Michael Schumacher | Mercedes             | 1:38.994 | 1:39.234 |          | 15    |
| 16     | 22    | Pedro de la Rosa   | BMW Sauber–Ferrari   | 1:39.003 | 1:39.264 |          | 16    |
| 17     | 17    | Jaime Alguersuari  | Toro Rosso–Ferrari   | 1:39.128 | 1:39.548 |          | 17    |
| 18     | 23    | Kamui Kobajaši     | BMW Sauber–Ferrari   | 1:39.343 |          |          | 18    |
| 19     | 18    | Jarno Trulli       | Lotus–Cosworth       | 1:40.658 |          |          | 19    |
| 20     | 19    | Heikki Kovalainen  | Lotus–Cosworth       | 1:40.882 |          |          | 20    |
| 21     | 25    | Lucas di Grassi    | Virgin-Cosworth      | 1:42.086 |          |          | 21    |
| 22     | 24    | Timo Glock         | Virgin-Cosworth      | 1:42.140 |          |          | 22    |
| 23     | 20    | Karun Chandhok     | HRT-Cosworth         | 1:42.600 |          |          | 23    |
| 24     | 21    | Bruno Senna        | HRT-Cosworth         | 1:42.851 |          |          | 24    |

### Závod
| Pořadí | Číslo | Jezdec             | Tým                  | Kola | Čas/odstoupení | Start | Body |
| ------ | ----- | ------------------ | -------------------- | ---- | -------------- | ----- | ---- |
| 1      | 5     | Sebastian Vettel   | Red Bull–Renault     | 57   | 1:40:29.571    | 1     | 25   |
| 2      | 2     | Lewis Hamilton     | McLaren–Mercedes     | 57   | +5.042         | 3     | 18   |
| 3      | 1     | Jenson Button      | McLaren–Mercedes     | 57   | +12.658        | 7     | 15   |
| 4      | 9     | Rubens Barrichello | Williams–Cosworth    | 57   | +25.627        | 9     | 12   |
| 5      | 11    | Robert Kubica      | Renault              | 57   | +27.122        | 6     | 10   |
| 6      | 14    | Adrian Sutil       | Force India–Mercedes | 57   | +30.168        | 13    | 8    |
| 7      | 23    | Kamui Kobajaši     | BMW Sauber–Ferrari   | 57   | +30.965        | 18    | 6    |
| 8      | 8     | Fernando Alonso    | Ferrari              | 57   | +32.809        | 4     | 4    |
| 9      | 16    | Sébastien Buemi    | Toro Rosso–Ferrari   | 57   | +36.299        | 11    | 2    |
| 10     | 4     | Nico Rosberg       | Mercedes             | 57   | +44.382        | 12    | 1    |
| 11     | 7     | Felipe Massa       | Ferrari              | 57   | +46.621        | 5     |      |
| 12     | 22    | Pedro de la Rosa   | BMW Sauber–Ferrari   | 57   | +47.414}       | 16    |      |
| 13     | 17    | Jaime Alguersuari  | Toro Rosso–Ferrari   | 57   | +48.239        | 17    |      |
| 14     | 12    | Vitalij Petrov     | Renault              | 57   | +48.287        | 10    |      |
| 15     | 3     | Michael Schumacher | Mercedes             | 57   | +48.826        | 15    |      |
| 16     | 15    | Vitantonio Liuzzi  | Force India–Mercedes | 57   | +50.890        | 14    |      |
| 17     | 25    | Lucas di Grassi    | Virgin-Cosworth      | 56   | +1 kolo        | 21    |      |
| 18     | 20    | Karun Chandhok     | HRT-Cosworth         | 55   | +2 kola        | 23    |      |
| 19     | 24    | Timo Glock         | Virgin-Cosworth      | 55   | +2 kola        | 22    |      |
| 20     | 21    | Bruno Senna        | HRT-Cosworth         | 55   | +2 kola        | 24    |      |
| 21     | 18    | Jarno Trulli       | Lotus–Cosworth       | 53   | +4 kola        | 19    |      |
| Ret    | 10    | Nico Hülkenberg    | Williams–Cosworth    | 49   | Výfuk          | 8     |      |
| Ret    | 19    | Heikki Kovalainen  | Lotus–Cosworth       | 8    | Kolize         | 20    |      |
| Ret    | 6     | Mark Webber        | Red Bull–Renault     | 8    | Kolize         | 2     |      |

## Průběžné pořadí šampionátu
Pohár jezdců
| Pořadí | Jezdec           | Body |
| ------ | ---------------- | ---- |
| 1      | Lewis Hamilton   | 127  |
| 2      | Jenson Button    | 121  |
| 3      | Sebastian Vettel | 115  |
| 4      | Mark Webber      | 103  |
| 5      | Fernando Alonso  | 98   |

Pohár konstruktérů
| Pořad | Tým              | Body |
| ----- | ---------------- | ---- |
| 1     | McLaren–Mercedes | 248  |
| 2     | Red Bull–Renault | 218  |
| 3     | Ferrari          | 165  |
| 4     | Mercedes         | 109  |
| 5     | Renault          | 89   |